# Rumer Willis
Rumer Glenn Willis (Paducah, 16 agosto 1988) è un'attrice e cantante statunitense.

## Biografia
Figlia degli attori Demi Moore e Bruce Willis, è nata in Kentucky nel periodo in cui il padre stava girando il film Vietnam: verità da dimenticare. Ha due sorelle minori, Scout (1991) e Tallulah (1994).
Il suo debutto cinematografico avviene nel 1995 nel film dove recitava la madre, Amiche per sempre, venendo accreditata come Willa Glen. Passa la sua infanzia ottenendo piccole partecipazioni a film dei genitori e crescendo assieme alle sorelle e alle amiche d'infanzia Dakota Johnson, figlia di Melanie Griffith e Don Johnson, Riley Keough, nipote del celebre Elvis Presley, e Zoë Kravitz, figlia di Lenny Kravitz.
Nel 2005 ottiene un ruolo di rilievo nel film Hostage con protagonista il padre Bruce, ma dal 2008 si stacca dalla figura dei genitori per intraprendere una sua carriera indipendente, recitando nei film From Within e La coniglietta di casa. Nel 2009 ha preso parte al telefilm 90210.

## Vita privata
Dal 2020 al 2024 è stata fidanzata con il cantante e musicista Derek Richard Thomas, dal quale ha avuto una figlia, Louetta Isley, nata il 18 aprile 2023.

## Filmografia

### Cinema
- Amiche per sempre (Now and Then), regia di Lesli Linka Glatter (1995)
- Striptease, regia di Andrew Bergman (1996)
- FBI: Protezione testimoni (The Whole Nine Yards), regia di Jonathan Lynn (2000)
- Hostage, regia di Florent-Emilio Siri (2005)
- From Within, regia di Phedon Papamichael (2008)
- La coniglietta di casa (The House Bunny), regia di Fred Wolf (2008)
- Streak, regia di Demi Moore – cortometraggio (2008)
- Patto di sangue (Sorority Row), regia di Stewart Hendler (2009)
- There's Always Woodstock, regia di Rita Merson (2014)
- Return to Sender, regia di Fouad Mikati (2015)
- Hello Again, regia di Tom Gustafson (2017)
- Una donna al limite, regia di Trey Haley (2018)
- The Bombing - La battaglia di Chongqing(大轰炸S, Dà HōngzhàP), regia di Xiao Feng (2018)
- C'era una volta a... Hollywood (Once Upon a Time in... Hollywood), regia di Quentin Tarantino (2019)

### Televisione
- CSI: NY – serie TV, episodio 5x08 (2008)
- 90210 – serie TV, 10 episodi (2009-2010)
- La vita segreta di una teenager americana (The Secret Life of the American Teenager) – serie TV, episodio 2x10 (2009)
- Medium – serie TV, episodio 5x17 (2009)
- Workaholics – serie TV, episodio 3x02 (2012)
- Hawaii Five-0 – serie TV, 3 episodi (2012-2017)
- Pretty Little Liars – serie TV, episodio 4x08 (2013)
- Empire – serie TV, 14 episodi (2017-2018)
- 9-1-1 – serie TV, 1 episodio (2020)

## Doppiatrici italiane
Nelle versioni in italiano dei suoi lavori, Rumer Willis è stata doppiata da:
- Valentina Mari ne La coniglietta di casa, Return to Sender - Restituire al mittente, Doctor Odyssey
- Letizia Ciampa in Hostage, C'era una volta a... Hollywood
- Gemma Donati in Striptease
- Perla Liberatori in Patto di sangue
- Chiara Gioncardi in CSI: NY
- Selvaggia Quattrini in Hawaii Five-0
- Sabrina Duranti in Empire